# Cantón de Mâcon-Sur
El cantón de Mâcon-Sur era una división administrativa francesa, que estaba situada en el departamento de Saona y Loira y la región de Borgoña.

## Composición
El cantón estaba formado por ocho comunas, más una fracción de la comuna que le daba su nombre:
- Bussières
- Davayé
- Fuissé
- Mâcon (fracción)
- Prissé
- Solutré-Pouilly
- Varennes-lès-Mâcon
- Vergisson
- Vinzelles

## Supresión del cantón de Mâcon-Sur
En aplicación del Decreto nº 2014-182 de 18 de febrero de 2014, el cantón de Mâcon-Sur fue suprimido el 22 de marzo de 2015 y sus 9 comunas pasaron a formar parte; cinco del nuevo cantón de La Chapelle-de-Guinchay, dos del nuevo cantón de Hurigny, una del nuevo cantón de Mâcon-2 y la fracción de la comuna que le daba su nombre se unió con las demás fracciones para que, por medio de una reestructuración cantonal, fueran creados los nuevos cantones de Mâcon-1 y Mâcon-2.